# Колодяжный, Виктор Викторович
Виктор Викторович Колодяжный (род. 26 июня 1953, Ургенч, Узбекская ССР) — российский муниципальный и хозяйственный деятель. Дважды Герой труда Кубани (2004, 2008).

## Биография
- С 2001 года — первый заместитель главы города Армавира.
- В 2002 году избран главой Армавира.
- С января 2004 года — первый заместитель главы города Сочи.
- В апреле 2004 года избран мэром Сочи.
- 17 апреля 2008 года назначен президентом госкорпорации «Олимпстрой».
- В июне 2009 года подал в добровольную отставку с поста президента ГК «Олимпстрой».
- С 6 ноября 2009 года по 2 июля 2018 года — руководитель Управления Федеральной службы государственной регистрации, кадастра и картографии по Краснодарскому краю — главный государственный регистратор Краснодарского края. Подал в отставку по собственному желанию.[1]

Имеет два высших образования. Кандидат экономических наук.

## Награды

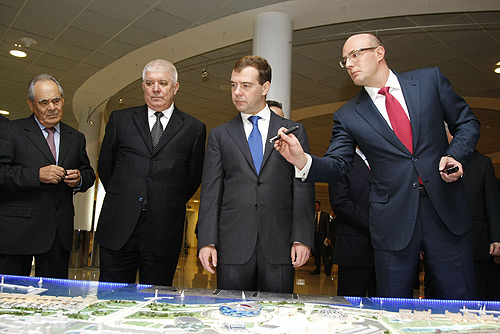
Слева направо: Минтимер Шаймиев, Виктор Колодяжный, Дмитрий Медведев, Дмитрий Чернышенко в Сочи; 2008 год.

- Орден «За заслуги перед Отечеством» III степени (25 сентября 2007 года) — за заслуги перед государством и достигнутые успехи в развитии города (Сочи)[2]
- Орден «За заслуги перед Отечеством» IV степени (3 июля 2006 года) — за большой вклад в социально-экономическое развитие города (Сочи) и многолетний добросовестный труд[3]
- Орден Александра Невского (14 января 2014 года) — за достигнутые трудовые успехи и многолетнюю плодотворную работу[4]
- Орден Почёта (4 октября 2003 года) — за достигнутые трудовые успехи и многолетнюю добросовестную работу[5]
- Орден Дружбы (30 марта 1998 года) — за многолетний добросовестный труд и большой вклад в укрепление дружбы и сотрудничества между народами[6]
- Заслуженный строитель Российской Федерации 29 мая 1995 года[7]
- Орден Почёта (СССР, 21 декабря 1991 года)[8]
- Почетный строитель России 17 февраля 1998 года.
- Медаль «Герой труда Кубани» (Краснодарский край, 21 июня 2004 года)
- Медаль «Герой труда Кубани» (Краснодарский край, 17 апреля 2008 года)
- Заслуженный строитель Кубани
- Является почётным гражданином городов: Армавира, Новокубанска, Сочи.